# Alien: Romulus
Alien: Romulus es una película de terror y ciencia ficción de 2024 dirigida por Fede Álvarez y escrita por Álvarez y Rodo Sayagues. Producida por Scott Free Productions y Brandywine Productions, es parte de la franquicia Alien, ambientada entre los eventos de Alien (1979) y Aliens (1986). La película está protagonizada por Cailee Spaeny, David Jonsson, Archie Renaux, Isabela Merced, Spike Fearn y Aileen Wu como seis jóvenes colonos espaciales oprimidos que se encuentran con criaturas hostiles mientras buscan cápsulas de criostasis para viajar a un planeta lejano, en una estación espacial abandonada.
En CinemaCon de abril de 2019, 20th Century Fox anunció planes para producir futuras películas de Alien. Álvarez fue nombrado director en marzo de 2022 y Spaeny se incorporó como protagonista más tarde ese mismo año. El rodaje tuvo lugar de marzo a julio de 2023.
Alien: Romulus se estrenó en Los Ángeles el 12 de agosto de 2024 y fue estrenada en cines en Estados Unidos por 20th Century Studios el 16 de agosto. La película recaudó 350.8 millones de dólares en todo el mundo y recibió críticas positivas. Ha recibido varias nominaciones de la industria, concretamente por sus aspectos técnicos, incluida una nominación al Premio de la Academia a los mejores efectos visuales.

## Premisa
Cailee Spaeny declaró a Variety que Alien: Romulus tendría lugar entre los eventos de Alien, de 1979, y la secuela Aliens, de 1986. La historia trata sobre un grupo de jóvenes colonos espaciales que, mientras exploran una estación espacial abandonada, se encuentran cara a cara con la forma de vida más aterradora de su universo.

## Argumento
En 2142, una sonda espacial de Weyland-Yutani investiga los restos del USCSS Nostromo y recoge un objeto orgánico que contiene un Xenomorfo.
Rain Carradine, una huérfana, trabaja con su hermano adoptivo Andy, un humano sintético reprogramado, en la colonia Jackson's Star. Después de que Weyland-Yutani le extienda a la fuerza su contrato, ella acepta unirse a su exnovio Tyler para viajar a una nave espacial abandonada para recuperar cámaras de criostasis. Estas cámaras permitirán a Rain y sus amigos (Tyler, su hermana embarazada Kay, su primo Bjorn y la hermana adoptiva de Bjorn, Navarro) escapar al planeta Yvaga. La capacidad de Andy para interactuar con el sistema informático de a bordo es crucial para la misión. Rain duda en enviar a Andy, pero Tyler y Andy la convencen de que le permita ayudar. Ellos vuelan en el transportador Corbelan a la nave espacial, que se revela como una estación dividida en dos partes, Romulus y Remus, una referencia a la leyenda romana de Rómulo y Remo. Mientras recuperan cámaras de estasis, Tyler, Bjorn y Andy reviven accidentalmente a los abrazacaras congelados y desencadenan un bloqueo. Para anular el bloqueo, Rain instala un chip de un androide dañado, Rook, en Andy, lo que le otorga acceso a la estación y, al mismo tiempo, actualiza su procesamiento de pensamientos y su eficiencia general. Sin que los demás lo sepan, esto también cambia su "directiva principal", volviéndolo leal únicamente a Weyland-Yutani.

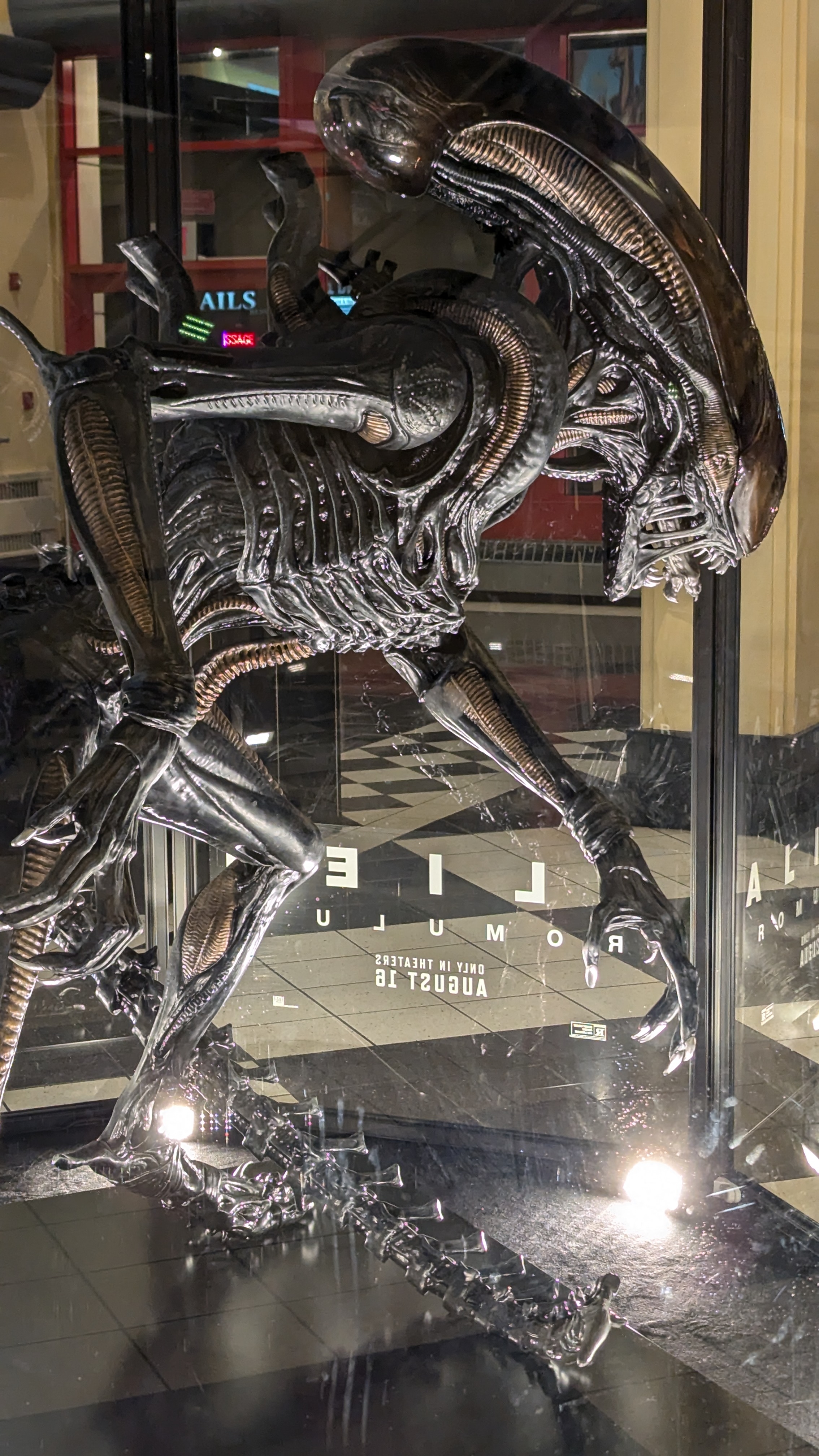
Un display promocional de la película con un xenomorfo

Mientras el grupo huye de la cámara, un abrazacaras se aferra a Navarro. Rain reactiva a Rook, quien revela que la tripulación de la estación fue asesinada por el Xenomorfo y sus clones. Mientras Tyler intenta eliminar a la criatura, Rook advierte que puede haber implantado una "semilla". A pesar de los intentos de Andy por detenerlo, Bjorn huye con Navarro en el Corbelan. Un revientapechos emerge de Navarro, matándola. El Corbelan, con Kay y Bjorn a bordo, se estrella contra el hangar de Romulus, poniendo en peligro la órbita de la estación y saliendo menos de una hora antes de que colisione con los anillos planetarios de Jackson. Kay queda inconsciente por el impacto y el revientapechos escapa a la nave. Ella recupera la conciencia y se encuentra con Bjorn, quien descubre y ataca al Xenomorfo gestándose en su forma adulta antes de morir por su sangre ácida.
Rain y Tyler se desplazan hacia la bahía, mientras evitan a los abrazacaras. Kay escapa del Corbelan pero es acechada por un Xenomorfo que intenta atraer a los demás a una trampa. Andy se niega a abrir la puerta para no poner a todos en riesgo, y observan impotentes cómo Kay es atacada y arrastrada. Andy encuentra muestras de un fluido que los científicos habían extraído de los Xenomorfos, que Rook llama la "cepa Prometeo", una réplica del patógeno negro destinado a "perfeccionar" a los humanos. Rook insiste en que las muestras deben llevarse a la colonia y evita que el Corbelan se vaya sin ellas. Rain y Tyler rescatan a Kay de un capullo, pero Tyler muere y Andy queda incapacitado. Gravemente herida, Kay se inyecta el fluido durante su escape. Rain regresa al Romulus, ayuda a Andy quitando el chip de control, devolviendole así su lealtad a Rain, y desactiva la gravedad de la nave para disparar a los Xenomorfos mientras mantiene la sangre de estos alejada del casco. Ellos regresan al Corbelan justo antes de que la estación se estrelle contra los anillos, destruyendo a Rook en el proceso.
Mientras Rain y Andy se preparan para su viaje a Yvaga, Kay, afectada por la inyección de fluido, da a luz a un híbrido humano-xenomorfo que crece rápidamente. El híbrido mata a Kay y hiere a Andy, pero Rain logra expulsar a la criatura hacia los anillos de Jackson. Ella coloca a Andy en una cámara y deja registro en la bitácora de voz de la nave, fijado el rumbo al sistema Yvaga, quedando en una segunda cápsula en crioestasis.

## Reparto
| Actor          | Personaje      |
| -------------- | -------------- |
| Cailee Spaeny  | Rain Carradine |
| David Jonsson  | Andy           |
| Isabela Merced | Kay            |
| Archie Renaux  | Tyler          |
| Spike Fearn    | Bjorn          |
| Aileen Wu      | Navarro        |

## Producción

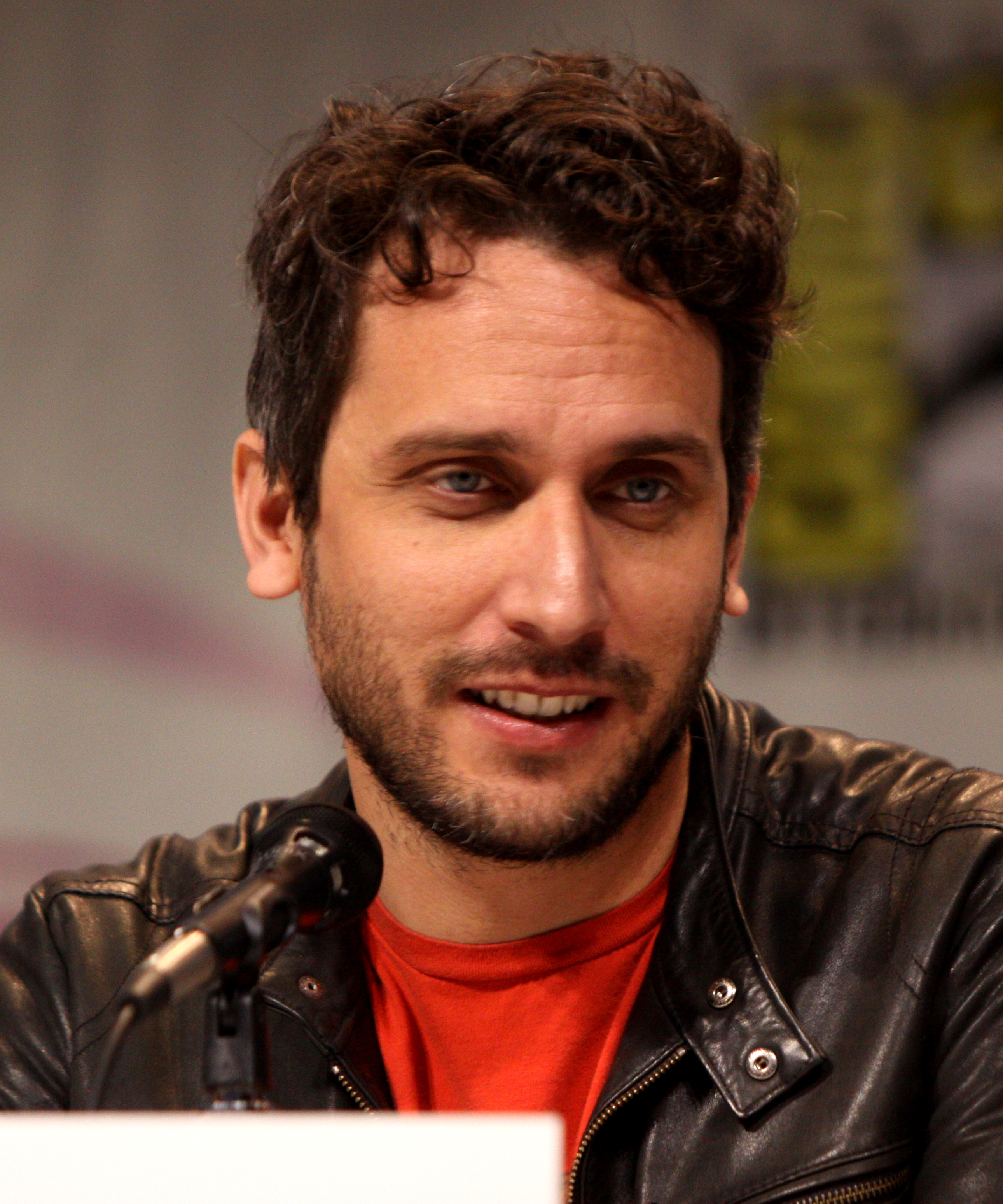
Fede Álvarez fue elegido para dirigir la película después de presentar su propia historia

Tras la adquisición de 21st Century Fox por parte de The Walt Disney Company, se confirmó oficialmente en la CinemaCon de 2019 que futuras películas de la franquicia de Alien se encontraban en desarrollo. En marzo de 2022, se anunció que el cineasta uruguayo Fede Álvarez escribiría y dirigiría una nueva película de la serie fílmica después de presentar su propia historia, y se mencionó que la misma no estaba «conectada» con las películas anteriores de la franquicia, y que el proyecto se estrenaría en la plataforma Hulu en Estados Unidos.
En noviembre del mismo año, se anunció que el filme llevaría por nombre Alien: Romulus, y que Cailee Spaeny había iniciado negociaciones para protagonizarlo. En marzo de 2023, Isabela Merced fue elegida para un papel no revelado, que coprotagonizaría junto a Spaeny. Ese mismo mes, David Jonsson, Archie Renaux, Spike Fearn y Aileen Wu se unieron al reparto en roles no revelados.

### Rodaje

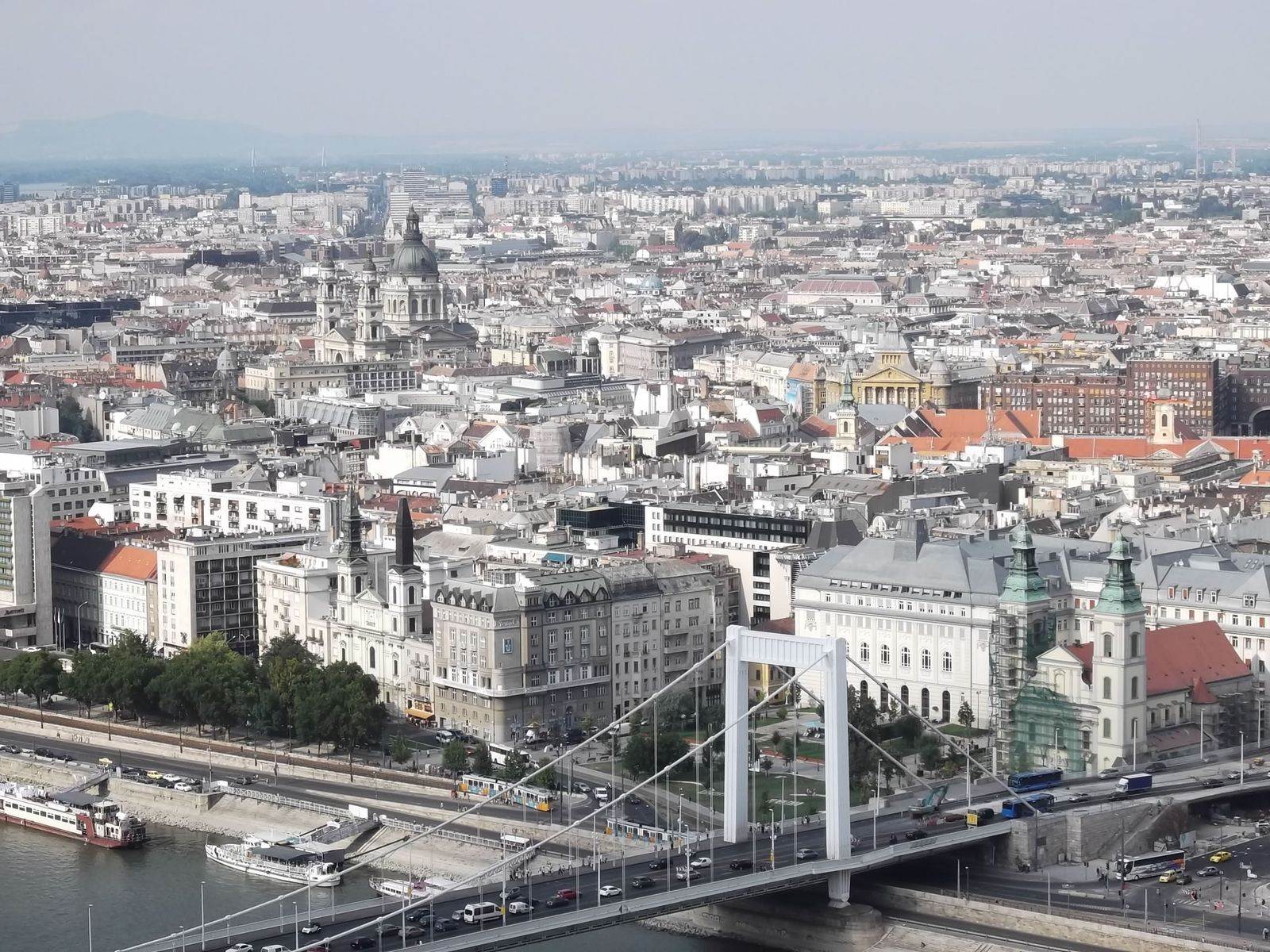
El rodaje se realizó en Budapest, ciudad elegida por sus "ubicaciones fuera de lo común".

El rodaje comenzó el 9 de marzo de 2023 en Budapest, y finalizó el 3 de julio del mismo año.

### Música
La música de la película estuvo compuesta por Benjamin Wallfisch, lo que convierte a Alien: Romulus en la primera película que Fede Álvarez dirige sin música de Roque Baños.

## Estreno
En un principio estuvo previsto que la película se estrenara en la plataforma de streaming Hulu, pero se cambió a un estreno en cines en junio de 2023. Su fecha oficial de proyección fue el 16 de agosto de 2024.
El 20 de marzo de 2024 se estrenó el primer tráiler y póster oficiales. El 4 de junio fue estrenado el segundo tráiler oficial.